# Boxing, Binzhou
Boxing, tidigare romaniserat Pohsing, är ett härad som lyder under  Binzhous stad på prefekturnivå i Shandong-provinsen i norra Kina.